# Wonderful Town
Wonderful Town (pol. Zwariowana ulica) – musical oparty na sztuce Joseph A. Fieldsa i Jeroma Chodorova My Sister Eileen, słowa do niego napisali Betty Comden i Adolph Green, a muzykę skomponował Leonard Bernstein. Z kolei sztuka Fieldsa i Chodorova jest w rzeczywistości adaptacją sceniczną krótkich autobiograficznych opowiadaniach Ruth McKenney pod tytułem My Sister Eileen, publikowanych na łamach gazety The New Yorker, wydanych w książce pod tym samym tytułem w 1938 roku.  
Premierowe przedstawienie w reżyserii George'a Abbotta miało miejsce 26 lutego 1953 roku na Broadwayu i zdobyło pięć nagród Tony, w tym dla najlepszego musicalu.
Polska premiera miała miejsce 23 marca 1962 roku w warszawskim Teatrze Komedia.